# Australische Südfrösche (Familie)
Die Australischen Südfrösche im engeren Sinn (Myobatrachidae) sind eine Familie der Froschlurche (Anura).

## Merkmale
Bei den Arten handelt es sich um sehr kleine bis mittelgroße Frösche mit einer Kopf-Rumpf-Länge von zwei bis elf Zentimetern, die bodenbewohnend sind. Es sind sowohl Arten mit aquatilem Kaulquappenstadium als auch solche mit direkter terrestrischer Entwicklung innerhalb der Eier vertreten. In der Brutpflege weisen einige Arten ein außergewöhnliches Verhalten auf.

## Verbreitung
Die Australischen Südfrösche i. e. S. (Myobatrachidae) sind in Australien, auf Tasmanien sowie Neuguinea verbreitet.

## Fortpflanzung
Die meisten Arten der Australischen Südfrösche zeigen ein ungewöhnliches Fortpflanzungs- und Brutpflegeverhalten. Ein besonders eigenartiges Verhalten mit speziellen physiologischen Anpassungen wiesen die mittlerweile als ausgestorben geltenden Magenbrüterfrösche (Gattung Rheobatrachus) auf. Nach der äußeren Besamung durch das Männchen nahm das Weibchen die Eier mit dem Maul auf und verschluckte sie. Die Eier produzierten im Magen der Mutter das Hormon Prostaglandin E2, das die Produktion der Magensäure hemmte und so die Verdauung der Eier verhinderte. Während sich die Larven im Magen weiterentwickelten, konnte das Weibchen keinerlei Nahrung zu sich nehmen. Nach etwa zwei Monaten, in denen die Entwicklung der Larven und die Metamorphose zu fertigen Jungfröschen erfolgt war, entsprang der Nachwuchs dem Maul der Mutter. Die Anzahl der Jungfrösche konnte durchaus 20 bis 25 Individuen umfassen.
Eine weitere Besonderheit zeigen die beiden Arten der Hüfttaschenfrösche aus der Gattung Assa, bei denen die Männchen an der Brutpflege beteiligt sind. Das Weibchen legt 10–11 Eier in die feuchte Erde, wo sie das Männchen befruchtet. Danach bewacht es die Eier, in denen sich die Larven entwickeln. Nach dem Schlüpfen kriechen diese Larven in die hochspezialisierten Taschen unterhalb der Haut des Männchens und lassen sich während ihrer weiteren Entwicklung herumtragen. Diese Hüfttaschen sind mit dem Lymphsystem an den Flanken des Frosches verbunden. Nach zwei bis drei Monaten verlassen die entwickelten Fröschchen die Taschen.
Von Uperoleia, der artenreichsten Gattung, gibt es nur wenige Daten, die die Fortpflanzungsstrategie belegen, es wird jedoch angenommen, dass alle Arten ihre Eier im Wasser ablegen, wo sich die Kaulquappen entwickeln. Die Gattung Crinia ist weit verbreitet und bevorzugt feuchte Habitate. Drei Arten von Geocrinia legen dotterreiche Eier im feuchten Laub oder im Gras ab. Die Larven entwickeln sich im Ei und schlüpfen in einem fortgeschrittenen Kaulquappenstadium, sobald starke Regenfälle die Wiesen überfluten und die Wanderung der Kaulquappen in temporäre Pfützen und Teiche ermöglichen, wo sie sich über mehrere Monate weiterentwickeln können, bevor die Metamorphose zu fertigen Jungfröschen erfolgt. Die beiden Arten der Gattung Arenophryne und die einzige Art der Gattung Myobatrachus graben kopfüber im feuchten, sandigen Boden, um einige große, dotterreiche Eier dort abzulegen. In diesen Eiern machen die Larven eine direkte Entwicklung bis zum fertigen Fröschchen durch, das sich nach dem Schlüpfen aus der Erde gräbt.

## Systematik und Taxonomie

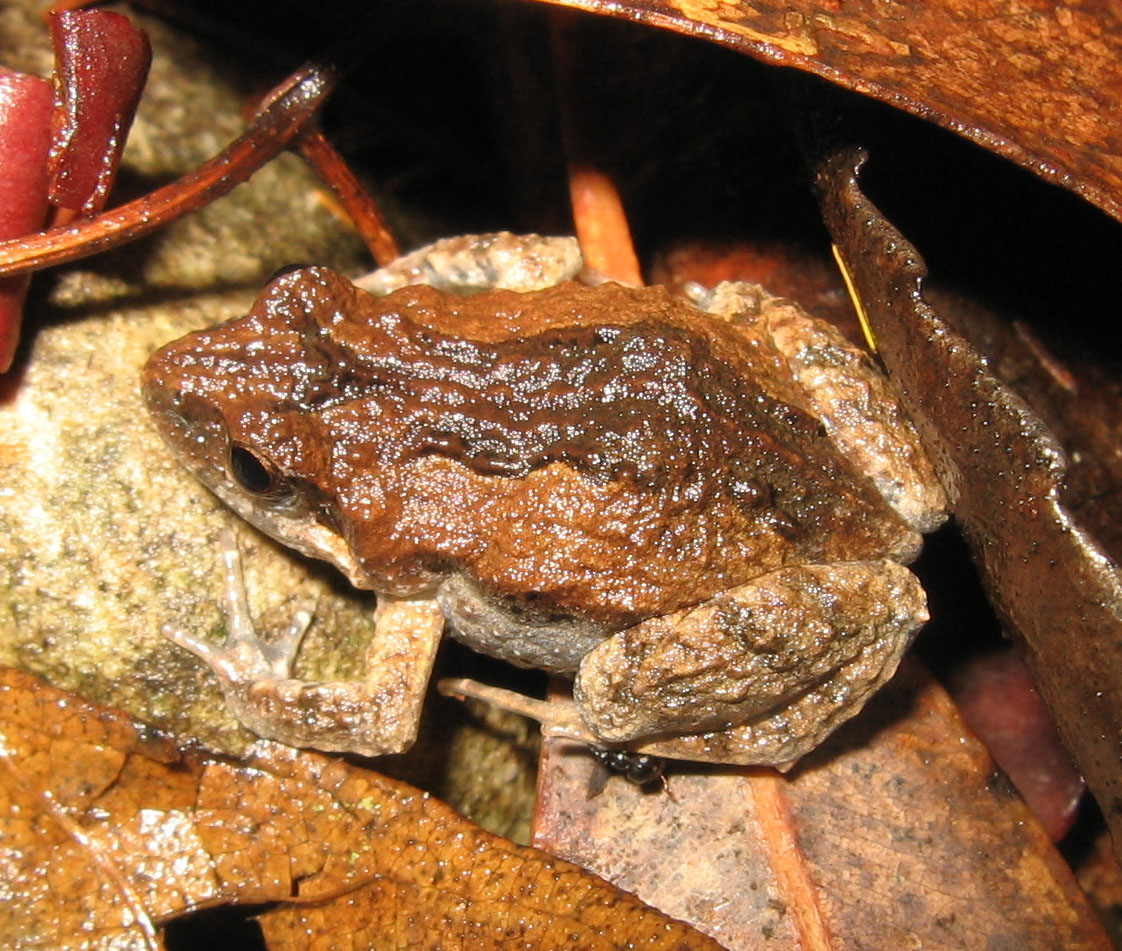
Crinia signifera

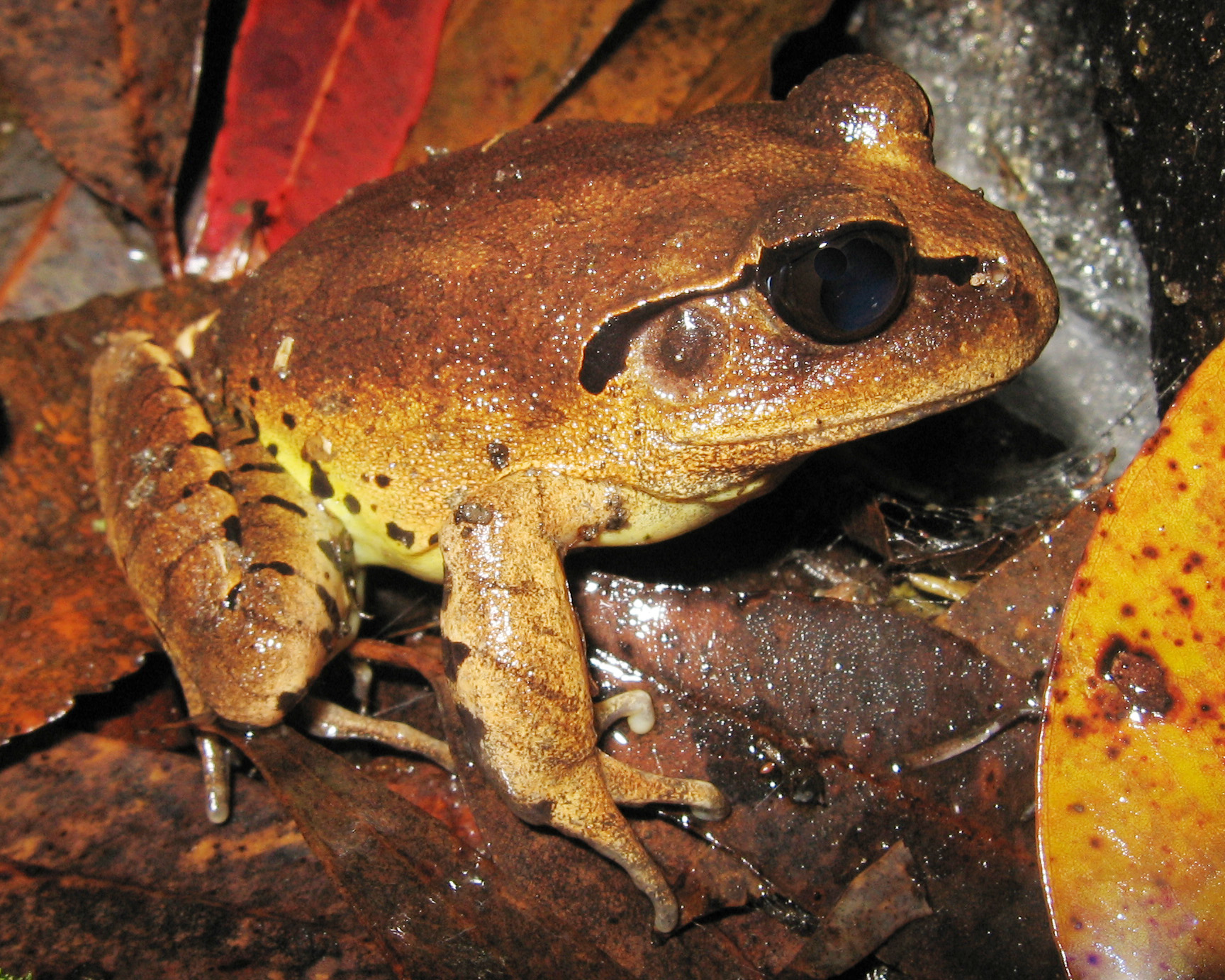
Mixophyes fasciolatus

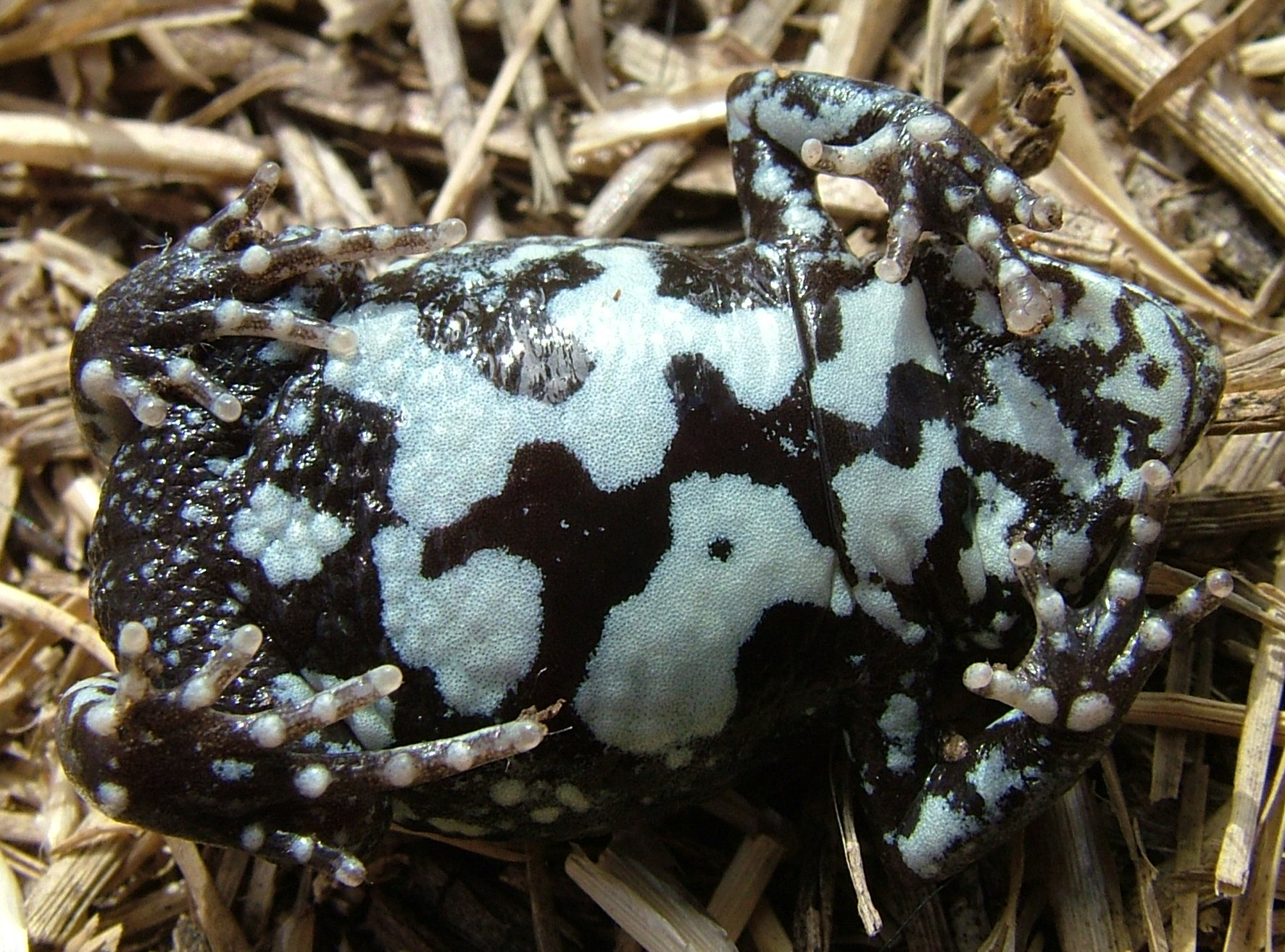
Pseudophryne major, Unterseite

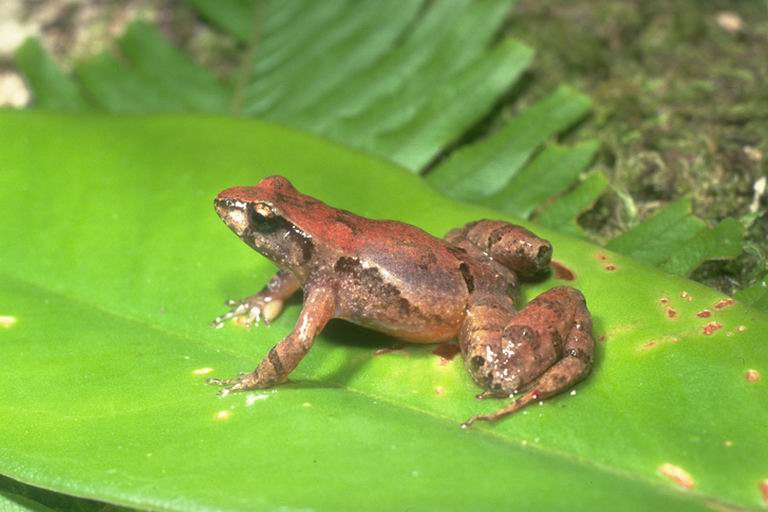
Taudactylus liemi

Die Australischen Südfrösche i. e. S. (Myobatrachidae) gehören zusammen mit der Familie Limnodynastidae zur Überfamilie Myobatrachoidea (Australische Südfrösche im weiteren Sinn).

### Gattungen und Arten
Die Familie umfasst 14 Gattungen mit 91 Arten:
Stand: 14. Juli 2023
- Gattung Anstisia Webster & Bool, 2022 - 4 Arten
  - Anstisia alba (Wardell-Johnson and Roberts, 1989)
  - Anstisia lutea (Main, 1963)
  - Anstisia rosea (Harrison, 1927)
  - Anstisia vitellina (Wardell-Johnson and Roberts, 1989)
- Gattung Arenophryne Tyler, 1976 - 2 Arten
  - Arenophryne rotunda Tyler, 1976
  - Arenophryne xiphorhyncha Doughty & Edwards, 2008
- Gattung Assa Tyler, 1972 - 2 Arten
  - Assa darlingtoni (Loveridge, 1933)
  - Assa wollumbin Mahony, Hines, Mahony, Moses, Catalano, Myers & Donnellan, 2021
- Gattung Crinia Tschudi, 1838 - 17 Arten
- Gattung Geocrinia Blake, 1973 - 3 Arten
  - Geocrinia laevis (Günther, 1864)
  - Geocrinia leai (Fletcher, 1898)
  - Geocrinia victoriana (Boulenger, 1888)
- Gattung Metacrinia Parker, 1940
  - monotypisch, einzige Art: Metacrinia nichollsi (Harrison, 1927)
- Gattung Mixophyes Günther, 1864 (systematische Zuordnung umstritten, früher in Limnodynastidae) – 9 Arten
- Gattung Myobatrachus Schlegel in Gray, 1850
  - monotypisch, einzige Art: Schildkrötenfrosch (Myobatrachus gouldii (Gray, 1841))
- Gattung Paracrinia Heyer & Liem, 1976
  - monotypisch, einzige Art: Paracrinia haswelli (Fletcher, 1894)
- Gattung Pseudophryne Fitzinger, 1843 - 14 Arten
  - Pseudophryne corroboree Moore, 1953
- Gattung Rheobatrachus Liem, 1973 – Magenbrüterfrösche (system. Zuordnung umstritten, früher in Limnodynastinae) – 2 Arten
  - Rheobatrachus silus Liem, 1973
  - Rheobatrachus vitellinus Mahony, Tyler & Davis, 1984
- Gattung Spicospina Roberts, Horwitz, Wardell-Johnson, Maxson & Mahony, 1997
  - monotypisch, einzige Art: Spicospina flammocaerulea Roberts, Horwitz, Wardell-Johnson, Maxson & Mahony, 1997
- Gattung Taudactylus Straughan & Lee, 1966 - 6 Arten
- Gattung Uperoleia Gray, 1841 - 28 Arten